# RZ de la Grua
RZ de la Grua (RZ Gruis) és un sistema binari similar a una nova, en la constel·lació de la Grua compost per una nana blanca i una estrella de seqüència principal de tipus F. Generalment és de magnitud aparent de 12,3, amb una minva ocasional a 13,4. Hom creu que els seus components s'orbiten els uns als altres aproximadament cada 8,5 a 10 hores (molt més llarg que la majoria de variables similars a les noves, que tenen períodes d'entre 3 ó 4 hores). Pertany al subgrup d'UX Ursae Majoris, sistemes d'estrelles variables cataclísmiques, on el material de l'estrella donant es dibuixa a la nana blanca on forma un disc d'acreció que queda brillant i fa fora de les dues estrelles components. El sistema s'hi troba a uns 1.434 anys llum de la Terra.
Originàriament anomenada i descoberta com a variable el 1949, es va descobrir que RZ Gruis era una estrella variable cataclísmica després que s'investigara el seu espectre el 1980. Considerat inicialment com una estrella de tipus B calenta i blava, hom va trobar que tenia línies espectrals de Balmer de l'àtom d'hidrogen. Si es tractara d'una estrella de seqüència principal del tipus B (i, per tant, estiga a una distància remota de 35.000 anys llum), estaria molt fora del pla galàctic. Els investigadors van proposar que les línies d'emissió sorgien d'un disc d'acreció al voltant d'una nana blanca en lloc de l'estrella mateixa. El sistema és poc conegut, encara que s'ha calculat que l'estrella donant és de tipus espectral F5V. Aquestes estrelles tenen espectres molt similars a una nova que ha tornat a la tranquil·litat després dels esclats, tot i que no s'ha observat que hagueren esclatat. L'Associació Americana d'Observadors d'Estrelles Variables recomana mirar aquesta classe d'estrelles per a esdeveniments futurs com ara possibles erupcions noves.